# 千山野豌豆
千山野豌豆（学名：Vicia chianschanensis）为豆科野豌豆属下的一个种。